# Zofingue (société d'étudiants)
Pour les articles homonymes, voir Zofingue (homonymie).
La Société suisse de Zofingue (Schweizerischer Zofingerverein en allemand) est l'une des plus anciennes sociétés d'étudiants de Suisse. Fondée à Zofingue en 1819 par des étudiants bernois et zurichois, elle avait pour but initial de promouvoir la création d'un État fédéral suisse par le rétablissement des libertés que le Pacte fédéral de 1815 avait supprimées. Rapidement, des étudiants de toute la Suisse se joignirent à cette entreprise, qui atteignit son but avec la Constitution fédérale de 1848.
L'association organise régulièrement des stamms (réunions) dans ses sections locales, la plupart du temps à la « Blanche », nom donné au local utilisé pour les réunions.
Elle compte environ 250 membres actifs et 2 000 Vieux-Zofingiens.

## Histoire

### Création de la société
La société est née de l’initiative d’un étudiant de Zurich, Nüscheler, de fêter avec d’autres les anniversaires tout d’abord de la mort de Zwingli puis de la Réforme : les volées d’étudiants formaient à cette époque des milieux très fermés et surveillés qui jouissaient de très peu de liberté intellectuelle. Néanmoins des étudiants zurichois et bernois eurent du plaisir à se rencontrer, partageant la même religion (malgré quelques différences doctrinales), un même enthousiasme pour la science et un seul sentiment patriotique.
Ils décidèrent après des hésitations et quelques échanges de correspondance de se retrouver l’année suivante à mi-chemin pour célébrer avec gravité l’amitié, la liberté, les patries cantonales et la patrie suisse : 60 étudiants zurichois et bernois accompagnés par quelques étudiants vaudois se réunirent dans  la ville de Zofingue les 21, 22 et 23 juillet 1819. Illustrées par différents discours, la création de la société et les bases de l’esprit de Zofingue furent posées : dans leurs discours les membres  (à l'instar de Schulthess, Bitzius ou Nüscheler) insistent sur la nécessité d’œuvrer en temps de paix pour le bien de l’État et de l’Église au niveau cantonal et de la Confédération en cultivant leur amitié, la science, l’histoire du passé et le respect des traditions.

### Débuts et expansion

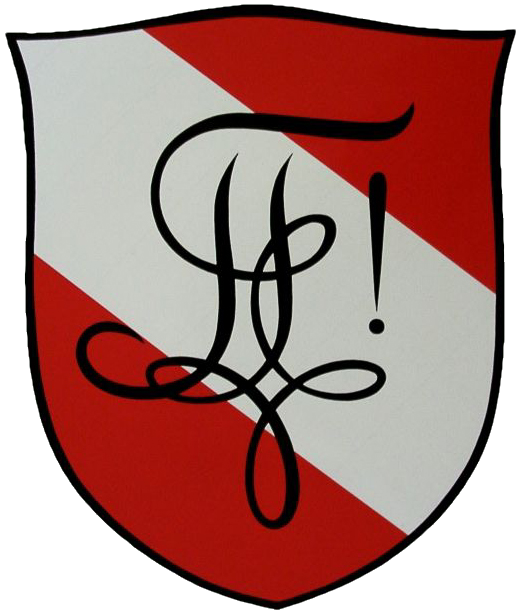
Blason de Zofingue, avec Zirkel.

La nouvelle s’étant répandue, Lausanne et Lucerne (étudiants du Gymnase) demandèrent leur participation en 1820. Après quelques craintes des Zurichois d’inquiéter les autorités par une trop grande affluence et sous la plaidoirie des Bernois en faveur de Lucerne (puis des Vaudois par souci de justice), ils se laissèrent fléchir. En réunissant désormais des Romands et des Suisses allemands, des protestants et des catholiques ils réalisaient ainsi leur idéal de franchir les barrières cantonales et confessionnelles. Il fut alors décidé que tout Suisse âgé de 17 ans et étudiant dans une académie pourrait être reçu dans la société. En 1821 fut fondée la section de Bâle. 1822 vit apparaître Neuchâtel et Saint-Gall tout d’abord comme sous-sections de Lausanne et Zurich. 1823 fut le tour de Genève et Soleure. Des adhésions eurent lieu à Coire et à Schaffhouse mais les tentatives échouèrent à Fribourg, Saint-Maurice, Sion et Lugano. Très vite les membres décidèrent d’un comité central choisi dans chaque section à tour de rôle. Des statuts furent rédigés. Lorsqu’il a terminé ses études un membre reste dans la société sans avoir droit de vote. Pendant les 10 premières années les idées font consensus : union des Suisses contre les tutelles ou l’envahissement des usages étrangers, lutte contre un cantonalisme étroit mais il n'est pas question de la moindre action, même modeste, en politique.
Dès 1820, plusieurs étudiants, dont Louis Vulliemin, fondent une section vaudoise, ouvrant la société à la francophonie. La Section vaudoise de Zofingue organise en particulier chaque année une théâtrale et décerne, tous les trois ans, le Prix littéraire Eugène-Rambert.
Aujourd'hui, la Société d'étudiants de Zofingue a pour but de ménager ce fédéralisme en jetant des ponts entre étudiants de toute la Suisse. Elle compte près de quatre cents membres actifs auxquels on ajoute les trois mille anciens regroupés sous la bannière de la Société suisse des Vieux-Zofingiens. Il existe neuf sections universitaires à Bâle, Berne, Genève, Fribourg, Lausanne, Lucerne, Neuchâtel, Saint-Gall, Zurich, et cinq sections gymnasiales à Aarau-Olten, Bâle, Lucerne, Saint-Gall et Zofingue. À ses débuts, la société s'est fortement inspirée des « Studentenverbindungen » allemands desquels elle reprend nombre de principes et traditions.
La société reste réservée aux hommes.

### Concours à la création de la Suisse moderne
Fondée en 1819, la Société d'étudiants de Zofingue contribua à la création de la Suisse moderne en permettant de rapprocher les élites germanophones et francophones. Ce constat doit toutefois être nuancé par le retrait politique volontairement souhaité par Zofingue, dans le but de maintenir l'unité des étudiants, au contraire d'autres sociétés telles que la SES ou l'Helvétia, qui apparaissaient comme de véritables mouvements politiques. C'est ensuite la révolution radicale, menée de front par la dernière citée, qui conduira à l'édification d'un État fédéral en 1848 après la courte mais intense guerre du Sonderbund. Ces événements marqueront d'ailleurs la concrétisation de la scission entre Zofingue et Helvétia, à un rythme quelque peu différent selon les cantons. 

## Organisation et caractéristiques

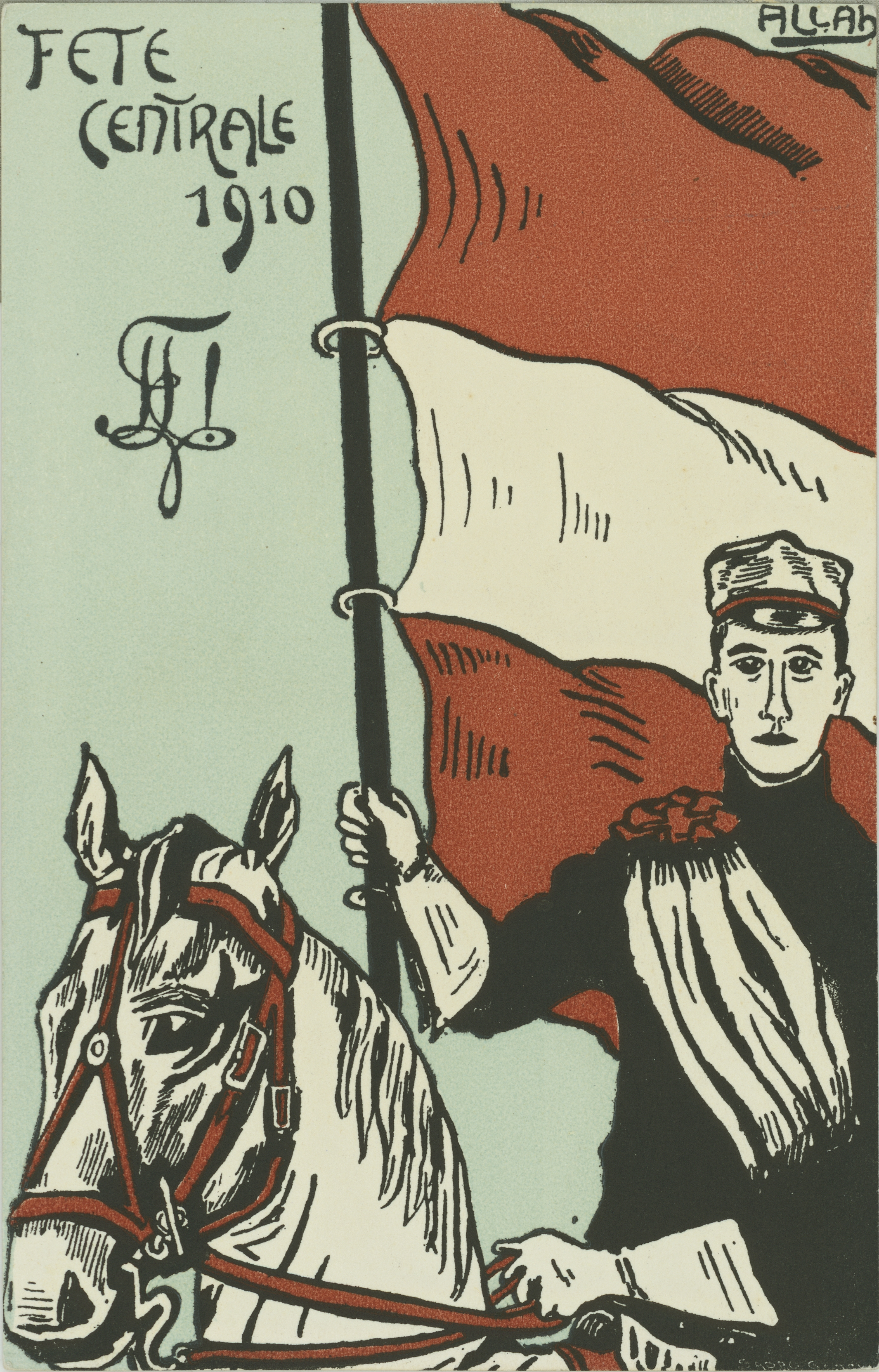
Carte postale de la Fête centrale de Zofingue de 1910.

Le sigle (Zirkel) de la Société suisse d'étudiants de Zofingue est un mélange caligraphique de quatre lettres, V, C, F et T, signifiant « Vivat Crescat Floreat Tobinia ! » (« que vive, croisse et fleurisse Zofingue ! »)
La devise de la société suisse d'étudiants de Zofingue est : « Patriae, Amicitiae, Litteris » (« À la Patrie, à l'Amitié, à la Science »). Ses couleurs (de) sont le rouge-blanc-rouge.
Chaque année, les différentes sections se réunissent lors de la fête centrale à Zofingue.

## Sections

### La Théâtrale
La section vaudoise a pour coutume de monter une revue en principe satirique annuelle sous forme de prologue. Cette tradition date des premières années de la section vaudoise qui édita un recueil d'art choral en 1832. Dès 1835, malgré quelques essais précédents, le chant devint une activité importante au sein de la section vaudoise et dès le milieu du XIXe siècle les premiers spectacle sont organisés,. Depuis, la section vaudoise a créé des comédies musicales composées pour l'occasion, ou a joué des pièces de théâtre du répertoire vaudevillesque ou du Grand répertoire dont une de Paul Claudel en création mondiale : Partage du Midi en 1944,. Aujourd'hui, cette « Théâtrale » a pour habitude de passer en revue l'actualité cantonale, nationale et internationale ceci en proposant des chansons et des saynètes.
D'autres sections, notamment les genevoises et neuchâteloises, se produisent parfois sur scène, mais ce de façon nettement moins régulière.

### LeZofingerconzärtli
Depuis 1889, la section bâloise monte également une revue satirique tous les ans, le Zofingerconzärtli. Il a lieu deux semaines avant le carnaval de Bâle, se compose d'un pièce de théâtre caricaturant les évènements en priorité locaux de l'année précédente, d'un récital de piano et du petit concert d'une "clique" (groupe de fifres et tambours typique du carnaval de Bâle). Le Zofingerconzärtli est une représentation s'inscrivant dans la tradition des Vorfasnachtsveranstaltung de Bâle, des revues satiriques plus ou moins professionnelles. C'est aussi la plus ancienne d'entre elles.

## Quelques Zofingiens illustres
- François Briatte (1805-1877), conseiller d'État et conseiller aux États, membre fondateur de la section vaudoise de Zofingue[13].
- Jonas Furrer (1805-1861), avocat et premier président de la Confédération.
- Ulrich Ochsenbein (1811-1890), avocat, militaire de carrière et conseiller fédéral[14].
- Charles Secrétan (1815-1895), juriste et philosophe[15].
- Jacob Burckhardt (1818-1897), historien et professeur.
- Alfred Escher (1819-1882), homme politique, fondateur du Crédit suisse et initiateur de la construction du tunnel du Gothard[16].
- Constant Fornerod (1819-1899), professeur de droit romain, conseiller d’État et conseiller fédéral.
- Victor Ruffy (1823-1869), avocat, conseiller fédéral[17].
- Gustave Moynier (1826-1910), avocat, cofondateur de l'Institut de droit international et président du Comité international de la Croix-Rouge (CICR)[18].
- Eugène Rambert (1830-1886), écrivain, enseignant et naturaliste[19].
- Albert Anker (1831-1910), peintre[20].
- Theodor Kocher (1841-1917), chirurgien lauréat du Prix Nobel[18].
- Gustave Ador (1845-1928), politicien et président du Comité international de la Croix-Rouge (CICR)[18].
- Paul Sarasin (1856-1929), zoologiste et président de la Commission suisse pour la conservation de la nature, initiateur du Parc national suisse[18].
- Charles Edouard Guillaume (1861-1938), physicien lauréat du Prix Nobel[18].
- Otto von Greyerz (1863-1940), historien et écrivain[18].
- Henri Guisan (1874-1960), général de l'armée suisse durant la Seconde guerre mondiale[21].
- Carl Gustav Jung (1875-1961), fondateur de la psychologie analytique[22].
- Charles Ferdinand Ramuz (1878-1947), écrivain et poète.
- Otto Spiess (1878-1966), historien des mathématiques.
- Ernest Ansermet (1883 -1969), chef d’orchestre, musicologue et fondateur de l'Orchestre de la Suisse romande.
- André Bonnard (1888-1959), professeur et helléniste[23].
- Léopold Boissier (1893-1968), avocat, diplomate, président du Comité international de la Croix-Rouge (CICR)[18].
- Max Petitpierre (1899-1994), conseiller fédéral[24].
- Fritz Honegger (1917-1999), conseiller fédéral[25].
- Pierre Aubert (1927-2016), conseiller fédéral[26].
- Bertrand Bouvier (1929-2025), néohelléniste et professeur d'université[27].
- Arthur Dunkel (1932-2005), directeur du GATT[28].
- Jean Ziegler (1932- ), homme politique et sociologue[18].
- Jean-François Leuba (1934-2004), conseiller d'état vaudois et conseiller national.
- Jacques Moreillon (1939- ), directeur général du Comité international de la Croix-Rouge et secrétaire général de l’Organisation mondiale du mouvement scout[29].
- Philippe Leuba (1965- ), conseiller d'état vaudois, membre du Conseil synodal de l'EERV.

### Fonds d'archives
- Fonds : Société d'étudiants de Zofingue, section vaudoise (1800 - 2002) [17.90 mètres linéaires].  Cote : CH-000053-1 P Zofingue. Archives cantonales vaudoises (présentation en ligne).
- Fonds : Société d'étudiants de Zofingue, section vaudoise (1849 - 2020) [[1.11 mètres linéaires].  Cote : PP 1134. Archives cantonales vaudoises.
- Fonds : Association des Vieux Zofingiens (1895 - 1987) [0.80 mètres linéaires].  Cote : CH-000053-1 PP 456. Archives cantonales vaudoises (présentation en ligne).
- Fonds : Association des Vieux Zofingiens, sous-section Vevey et Montreux (1895 - 1987) [1,00 mètres linéaires].  Cote : CH-000053-1 PP 743. Archives cantonales vaudoises (présentation en ligne).